# Éditions Sud Ouest
Les éditions Sud Ouest sont une maison d'édition française. Elles ont été fondées par le Groupe Sud Ouest en janvier 1988, qui en a confié la direction à Jean-Paul Gisserot.
Elles ont publié, sous la marque Éditions Sud Ouest, plus de 700 titres, avec maintenant environ 70 publications annuelles, touchant à tous les domaines des cultures régionales : du grand Sud-Ouest dans un premier temps puis, de proche en proche, des autres régions de France.
Du tourisme culturel à l'histoire et la préhistoire, des identités régionales au patrimoine - naturel, artistique ou historique - de chaque site, ville ou département, ces livres font découvrir les régions.
Sous la marque Rando Éditions, les Éditions Sud Ouest publient des guides et des cartes de randonnées : 150 ouvrages, cartes et guides, de la balade pour tous aux parcours destinés aux randonneurs expérimentés, des itinéraires urbains aux chemins de Saint-Jacques-de-Compostelle.
Depuis 2006, la marque Éditions le Télégramme et ses 150 livres et guides touristiques sur la Bretagne, la mer et la navigation est venue compléter le catalogue de la société Éditions Sud Ouest.

## Collections

### Éditions Sud Ouest
- Connaître
- Visiter

### Beaux livres
- Guides Sud Ouest
- Couleur cuisine
- Cuisines des pays de France et des pays du monde
- Cuisines en carnet
- Pêche en poche
- 100 photos pour un pays
- Sites et patrimoine
- Références
- Terres d'histoires
- Littérature, contes et récits
- Jeunesse
- Sud Ouest Université
- La vie d'autrefois
- Sud Ouest Pratique

### Rando Éditions
- Les Sentiers d'Émilie
- Label Rando
- Les chemins d'histoire
- Le Guide Rando
- Le Piéton de...
- Rando découvertes
- Belvédères
- Rando pratique
- Albums
- Les Echappées vertes
- Les routes de Compostelle

### Éditions le Télégramme
- Bretagne patrimoine
- Bretagne mer
- Petits souvenirs
- Les images de l'Histoire
- L'album du siècle
- Du passé au présent
- Guides Bretagne
- Guides mer
- Carnets d'escale
- Carnets d'aquarelles
- Petite encyclopédie des peintres
- Romans maritimes
- Jeunesse